# سیارک ۲۲۶۲۱
سیارک ۲۲۶۲۱ (به انگلیسی: 22621 Larrybartel، نامگذاری:1998KO28) بیست و دو هزار و ششصد و بیست و یکمین سیارک کشف شده‌است که در ۲۲ مه ۱۹۹۸ کشف شد.
قدر مطلق سیارک برابر ۱۴.۸ است.